# Dvoršak
Dvoršak je priimek v Sloveniji, ki je ga po podatkih Statističnega urada Republike Slovenije na dan 1. janua]ja 2010 uporabljalo 543 oseb in je med vsemi priimki po pogostosti uporabe uvrščen na 532. mesto.

## Znani nosilci priimka
- Andrej Dvoršak (1950—2018), novinar in publicist, čebelar
- Adriana Dvoršak (*1968), politologinja, zdravstvena informatičarka
- Benjamin Dvoršak, zdravnik internist
- Henrik Dvoršak (*1952), strojnik, gospodarstvenik
- Ivan Dvoršak (1934—2013), fotograf in grafični oblikovalec
- Jani Dvoršak, kineziolog?, direktor slovenske protidopinške organizacije (Sloado)
- Lea Dvoršak, novinarka, pank-glasbenica
- Lojzka Dvoršak, šahistka (slov. prvakinja 1955)
- Miro Dvoršak (1934—2014), športni pedagog, učitelj smučanja; kolesarstvo
- Rado Dvoršak (1903—1988), geodet
- Rado Dvoršak (1930—2003), gospodarstvenik, agronom
- Simon Dvoršak (*1974), nogometaš
- Simon Dvoršak (*1978), dirigent, prof. AG
- Tatjana Dvoršak, klavirska pedagoginja
- Živa Dvoršak (*1991), športna strelka